# Morros
Morros è un comune del Brasile nello Stato del Maranhão, parte della mesoregione del Norte Maranhense e della microregione di Rosário.